# باپیر سفلی
باپیر سفلی، روستایی از توابع بخش گوار شهرستان گیلانغرب در استان کرمانشاه ایران است. اکثریت ساکنان این روستا به شهر سرمست مهاجرت کرده و هم اکنون تنها پنج خانوار در این روستا سکونت دارند.

## جمعیت
این روستا در دهستان گوآور قرار دارد و براساس سرشماری مرکز آمار ایران در سال ۱۳۸۵، جمعیت آن ۳۴ نفر (۹خانوار) بوده‌است.